# Arend Friedrich August Wiegmann

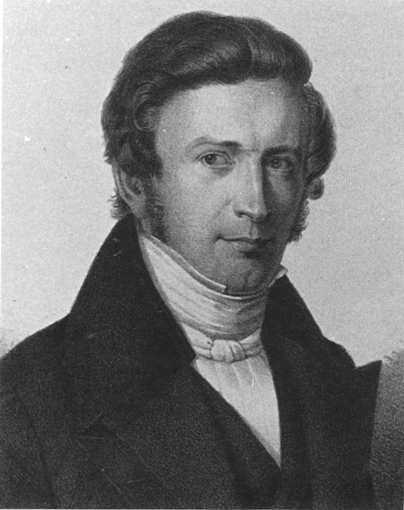
Arend Friedrich August Wiegmann

Arend Friedrich August Wiegmann (* 2. Juni 1802 in Braunschweig; † 15. Januar 1841 ebenda) war ein deutscher Zoologe.

## Leben
Der Sohn des Apothekers Arend Joachim Friedrich Wiegmann studierte Medizin und Philologie an den Universitäten Leipzig und Berlin. In Berlin war er Mitarbeiter des Zoologen Martin Lichtenstein. Er erhielt 1828 eine Professur in Köln, bevor er zwei Jahre darauf außerordentlicher Professor in Berlin wurde. Wiegmann spezialisierte sich auf Herpetologie. Er erstbeschrieb 53 Arten von Reptilien.
Er war Lehrer des Botanikers und Zoologen Rudolph Amandus Philippi.
Er ist der Vater des Malakologen Carl Arend Friedrich Wiegmann (1836–1901).

## Ehrungen
1833 wurde er zum Mitglied der Deutschen Akademie der Naturforscher Leopoldina gewählt.

## Schriften und Werke (Auswahl)
- Observationes Zoologicae Criticae In Aristotelis Historiam Animalium. (Dissertation), Berlin 1826.
- gemeinsam mit Johann Friedrich Ruthe: Handbuch der Zoologie. Berlin 1832; fortgesetzt von Franz Hermann Troschel (Digitalisat der 2. Auflage 1843).
- Herpetologia Mexicana. Berlin 1834.
- Archiv für Naturgeschichte. erster Jahrgang 1835.